# 1510
Portal Geschichte | Portal Biografien | Aktuelle Ereignisse | Jahreskalender | Tagesartikel

◄ |
15. Jahrhundert |
16. Jahrhundert
| 17. Jahrhundert | ►

◄ |
1480er |
1490er |
1500er |
1510er
| 1520er | 1530er | 1540er | ►

◄◄ |
◄ |
1506 |
1507 |
1508 |
1509 |
1510
| 1511 | 1512 | 1513 | 1514 | ► | ►►
Staatsoberhäupter  · Nekrolog · Kunstjahr · Literaturjahr · Musikjahr   · Wissenschaftsjahr
| Januar | Januar | Januar | Januar | Januar | Januar | Januar | Januar |
| Kw     | Mo     | Di     | Mi     | Do     | Fr     | Sa     | So     |
| ------ | ------ | ------ | ------ | ------ | ------ | ------ | ------ |
| 1      |        | 1      | 2      | 3      | 4      | 5      | 6      |
| 2      | 7      | 8      | 9      | 10     | 11     | 12     | 13     |
| 3      | 14     | 15     | 16     | 17     | 18     | 19     | 20     |
| 4      | 21     | 22     | 23     | 24     | 25     | 26     | 27     |
| 5      | 28     | 29     | 30     | 31     |        |        |        |

| Februar | Februar | Februar | Februar | Februar | Februar | Februar | Februar |
| Kw      | Mo      | Di      | Mi      | Do      | Fr      | Sa      | So      |
| ------- | ------- | ------- | ------- | ------- | ------- | ------- | ------- |
| 5       |         |         |         |         | 1       | 2       | 3       |
| 6       | 4       | 5       | 6       | 7       | 8       | 9       | 10      |
| 7       | 11      | 12      | 13      | 14      | 15      | 16      | 17      |
| 8       | 18      | 19      | 20      | 21      | 22      | 23      | 24      |
| 9       | 25      | 26      | 27      | 28      |         |         |         |

| März | März | März | März | März | März | März | März |
| Kw   | Mo   | Di   | Mi   | Do   | Fr   | Sa   | So   |
| ---- | ---- | ---- | ---- | ---- | ---- | ---- | ---- |
| 9    |      |      |      |      | 1    | 2    | 3    |
| 10   | 4    | 5    | 6    | 7    | 8    | 9    | 10   |
| 11   | 11   | 12   | 13   | 14   | 15   | 16   | 17   |
| 12   | 18   | 19   | 20   | 21   | 22   | 23   | 24   |
| 13   | 25   | 26   | 27   | 28   | 29   | 30   | 31   |

| April | April | April | April | April | April | April | April |
| Kw    | Mo    | Di    | Mi    | Do    | Fr    | Sa    | So    |
| ----- | ----- | ----- | ----- | ----- | ----- | ----- | ----- |
| 14    | 1     | 2     | 3     | 4     | 5     | 6     | 7     |
| 15    | 8     | 9     | 10    | 11    | 12    | 13    | 14    |
| 16    | 15    | 16    | 17    | 18    | 19    | 20    | 21    |
| 17    | 22    | 23    | 24    | 25    | 26    | 27    | 28    |
| 18    | 29    | 30    |       |       |       |       |       |

| Mai | Mai | Mai | Mai | Mai | Mai | Mai | Mai |
| Kw  | Mo  | Di  | Mi  | Do  | Fr  | Sa  | So  |
| 18  |     |     | 1   | 2   | 3   | 4   | 5   |
| 19  | 6   | 7   | 8   | 9   | 10  | 11  | 12  |
| 20  | 13  | 14  | 15  | 16  | 17  | 18  | 19  |
| 21  | 20  | 21  | 22  | 23  | 24  | 25  | 26  |
| 22  | 27  | 28  | 29  | 30  | 31  |     |     |
| --- | --- | --- | --- | --- | --- | --- | --- |

| Juni | Juni | Juni | Juni | Juni | Juni | Juni | Juni |
| Kw   | Mo   | Di   | Mi   | Do   | Fr   | Sa   | So   |
| ---- | ---- | ---- | ---- | ---- | ---- | ---- | ---- |
| 22   |      |      |      |      |      | 1    | 2    |
| 23   | 3    | 4    | 5    | 6    | 7    | 8    | 9    |
| 24   | 10   | 11   | 12   | 13   | 14   | 15   | 16   |
| 25   | 17   | 18   | 19   | 20   | 21   | 22   | 23   |
| 26   | 24   | 25   | 26   | 27   | 28   | 29   | 30   |

| Juli | Juli | Juli | Juli | Juli | Juli | Juli | Juli |
| Kw   | Mo   | Di   | Mi   | Do   | Fr   | Sa   | So   |
| ---- | ---- | ---- | ---- | ---- | ---- | ---- | ---- |
| 27   | 1    | 2    | 3    | 4    | 5    | 6    | 7    |
| 28   | 8    | 9    | 10   | 11   | 12   | 13   | 14   |
| 29   | 15   | 16   | 17   | 18   | 19   | 20   | 21   |
| 30   | 22   | 23   | 24   | 25   | 26   | 27   | 28   |
| 31   | 29   | 30   | 31   |      |      |      |      |

| August | August | August | August | August | August | August | August |
| Kw     | Mo     | Di     | Mi     | Do     | Fr     | Sa     | So     |
| ------ | ------ | ------ | ------ | ------ | ------ | ------ | ------ |
| 31     |        |        |        | 1      | 2      | 3      | 4      |
| 32     | 5      | 6      | 7      | 8      | 9      | 10     | 11     |
| 33     | 12     | 13     | 14     | 15     | 16     | 17     | 18     |
| 34     | 19     | 20     | 21     | 22     | 23     | 24     | 25     |
| 35     | 26     | 27     | 28     | 29     | 30     | 31     |        |

| September | September | September | September | September | September | September | September |
| Kw        | Mo        | Di        | Mi        | Do        | Fr        | Sa        | So        |
| --------- | --------- | --------- | --------- | --------- | --------- | --------- | --------- |
| 35        |           |           |           |           |           |           | 1         |
| 36        | 2         | 3         | 4         | 5         | 6         | 7         | 8         |
| 37        | 9         | 10        | 11        | 12        | 13        | 14        | 15        |
| 38        | 16        | 17        | 18        | 19        | 20        | 21        | 22        |
| 39        | 23        | 24        | 25        | 26        | 27        | 28        | 29        |
| 40        | 30        |           |           |           |           |           |           |

| Oktober | Oktober | Oktober | Oktober | Oktober | Oktober | Oktober | Oktober |
| Kw      | Mo      | Di      | Mi      | Do      | Fr      | Sa      | So      |
| ------- | ------- | ------- | ------- | ------- | ------- | ------- | ------- |
| 40      |         | 1       | 2       | 3       | 4       | 5       | 6       |
| 41      | 7       | 8       | 9       | 10      | 11      | 12      | 13      |
| 42      | 14      | 15      | 16      | 17      | 18      | 19      | 20      |
| 43      | 21      | 22      | 23      | 24      | 25      | 26      | 27      |
| 44      | 28      | 29      | 30      | 31      |         |         |         |

| November | November | November | November | November | November | November | November |
| Kw       | Mo       | Di       | Mi       | Do       | Fr       | Sa       | So       |
| -------- | -------- | -------- | -------- | -------- | -------- | -------- | -------- |
| 44       |          |          |          |          | 1        | 2        | 3        |
| 45       | 4        | 5        | 6        | 7        | 8        | 9        | 10       |
| 46       | 11       | 12       | 13       | 14       | 15       | 16       | 17       |
| 47       | 18       | 19       | 20       | 21       | 22       | 23       | 24       |
| 48       | 25       | 26       | 27       | 28       | 29       | 30       |          |

| Dezember | Dezember | Dezember | Dezember | Dezember | Dezember | Dezember | Dezember |
| Kw       | Mo       | Di       | Mi       | Do       | Fr       | Sa       | So       |
| -------- | -------- | -------- | -------- | -------- | -------- | -------- | -------- |
| 48       |          |          |          |          |          |          | 1        |
| 49       | 2        | 3        | 4        | 5        | 6        | 7        | 8        |
| 50       | 9        | 10       | 11       | 12       | 13       | 14       | 15       |
| 51       | 16       | 17       | 18       | 19       | 20       | 21       | 22       |
| 52       | 23       | 24       | 25       | 26       | 27       | 28       | 29       |
| 1        | 30       | 31       |          |          |          |          |          |

| Januar | Januar | Januar | Januar | Januar | Januar | Januar | Januar |
| Kw     | Mo     | Di     | Mi     | Do     | Fr     | Sa     | So     |
| ------ | ------ | ------ | ------ | ------ | ------ | ------ | ------ |
| 1      |        | 1      | 2      | 3      | 4      | 5      | 6      |
| 2      | 7      | 8      | 9      | 10     | 11     | 12     | 13     |
| 3      | 14     | 15     | 16     | 17     | 18     | 19     | 20     |
| 4      | 21     | 22     | 23     | 24     | 25     | 26     | 27     |
| 5      | 28     | 29     | 30     | 31     |        |        |        |

| Februar | Februar | Februar | Februar | Februar | Februar | Februar | Februar |
| Kw      | Mo      | Di      | Mi      | Do      | Fr      | Sa      | So      |
| ------- | ------- | ------- | ------- | ------- | ------- | ------- | ------- |
| 5       |         |         |         |         | 1       | 2       | 3       |
| 6       | 4       | 5       | 6       | 7       | 8       | 9       | 10      |
| 7       | 11      | 12      | 13      | 14      | 15      | 16      | 17      |
| 8       | 18      | 19      | 20      | 21      | 22      | 23      | 24      |
| 9       | 25      | 26      | 27      | 28      |         |         |         |

| März | März | März | März | März | März | März | März |
| Kw   | Mo   | Di   | Mi   | Do   | Fr   | Sa   | So   |
| ---- | ---- | ---- | ---- | ---- | ---- | ---- | ---- |
| 9    |      |      |      |      | 1    | 2    | 3    |
| 10   | 4    | 5    | 6    | 7    | 8    | 9    | 10   |
| 11   | 11   | 12   | 13   | 14   | 15   | 16   | 17   |
| 12   | 18   | 19   | 20   | 21   | 22   | 23   | 24   |
| 13   | 25   | 26   | 27   | 28   | 29   | 30   | 31   |

| April | April | April | April | April | April | April | April |
| Kw    | Mo    | Di    | Mi    | Do    | Fr    | Sa    | So    |
| ----- | ----- | ----- | ----- | ----- | ----- | ----- | ----- |
| 14    | 1     | 2     | 3     | 4     | 5     | 6     | 7     |
| 15    | 8     | 9     | 10    | 11    | 12    | 13    | 14    |
| 16    | 15    | 16    | 17    | 18    | 19    | 20    | 21    |
| 17    | 22    | 23    | 24    | 25    | 26    | 27    | 28    |
| 18    | 29    | 30    |       |       |       |       |       |

| Mai | Mai | Mai | Mai | Mai | Mai | Mai | Mai |
| Kw  | Mo  | Di  | Mi  | Do  | Fr  | Sa  | So  |
| 18  |     |     | 1   | 2   | 3   | 4   | 5   |
| 19  | 6   | 7   | 8   | 9   | 10  | 11  | 12  |
| 20  | 13  | 14  | 15  | 16  | 17  | 18  | 19  |
| 21  | 20  | 21  | 22  | 23  | 24  | 25  | 26  |
| 22  | 27  | 28  | 29  | 30  | 31  |     |     |
| --- | --- | --- | --- | --- | --- | --- | --- |

| Juni | Juni | Juni | Juni | Juni | Juni | Juni | Juni |
| Kw   | Mo   | Di   | Mi   | Do   | Fr   | Sa   | So   |
| ---- | ---- | ---- | ---- | ---- | ---- | ---- | ---- |
| 22   |      |      |      |      |      | 1    | 2    |
| 23   | 3    | 4    | 5    | 6    | 7    | 8    | 9    |
| 24   | 10   | 11   | 12   | 13   | 14   | 15   | 16   |
| 25   | 17   | 18   | 19   | 20   | 21   | 22   | 23   |
| 26   | 24   | 25   | 26   | 27   | 28   | 29   | 30   |

| Juli | Juli | Juli | Juli | Juli | Juli | Juli | Juli |
| Kw   | Mo   | Di   | Mi   | Do   | Fr   | Sa   | So   |
| ---- | ---- | ---- | ---- | ---- | ---- | ---- | ---- |
| 27   | 1    | 2    | 3    | 4    | 5    | 6    | 7    |
| 28   | 8    | 9    | 10   | 11   | 12   | 13   | 14   |
| 29   | 15   | 16   | 17   | 18   | 19   | 20   | 21   |
| 30   | 22   | 23   | 24   | 25   | 26   | 27   | 28   |
| 31   | 29   | 30   | 31   |      |      |      |      |

| August | August | August | August | August | August | August | August |
| Kw     | Mo     | Di     | Mi     | Do     | Fr     | Sa     | So     |
| ------ | ------ | ------ | ------ | ------ | ------ | ------ | ------ |
| 31     |        |        |        | 1      | 2      | 3      | 4      |
| 32     | 5      | 6      | 7      | 8      | 9      | 10     | 11     |
| 33     | 12     | 13     | 14     | 15     | 16     | 17     | 18     |
| 34     | 19     | 20     | 21     | 22     | 23     | 24     | 25     |
| 35     | 26     | 27     | 28     | 29     | 30     | 31     |        |

| September | September | September | September | September | September | September | September |
| Kw        | Mo        | Di        | Mi        | Do        | Fr        | Sa        | So        |
| --------- | --------- | --------- | --------- | --------- | --------- | --------- | --------- |
| 35        |           |           |           |           |           |           | 1         |
| 36        | 2         | 3         | 4         | 5         | 6         | 7         | 8         |
| 37        | 9         | 10        | 11        | 12        | 13        | 14        | 15        |
| 38        | 16        | 17        | 18        | 19        | 20        | 21        | 22        |
| 39        | 23        | 24        | 25        | 26        | 27        | 28        | 29        |
| 40        | 30        |           |           |           |           |           |           |

| Oktober | Oktober | Oktober | Oktober | Oktober | Oktober | Oktober | Oktober |
| Kw      | Mo      | Di      | Mi      | Do      | Fr      | Sa      | So      |
| ------- | ------- | ------- | ------- | ------- | ------- | ------- | ------- |
| 40      |         | 1       | 2       | 3       | 4       | 5       | 6       |
| 41      | 7       | 8       | 9       | 10      | 11      | 12      | 13      |
| 42      | 14      | 15      | 16      | 17      | 18      | 19      | 20      |
| 43      | 21      | 22      | 23      | 24      | 25      | 26      | 27      |
| 44      | 28      | 29      | 30      | 31      |         |         |         |

| November | November | November | November | November | November | November | November |
| Kw       | Mo       | Di       | Mi       | Do       | Fr       | Sa       | So       |
| -------- | -------- | -------- | -------- | -------- | -------- | -------- | -------- |
| 44       |          |          |          |          | 1        | 2        | 3        |
| 45       | 4        | 5        | 6        | 7        | 8        | 9        | 10       |
| 46       | 11       | 12       | 13       | 14       | 15       | 16       | 17       |
| 47       | 18       | 19       | 20       | 21       | 22       | 23       | 24       |
| 48       | 25       | 26       | 27       | 28       | 29       | 30       |          |

| Dezember | Dezember | Dezember | Dezember | Dezember | Dezember | Dezember | Dezember |
| Kw       | Mo       | Di       | Mi       | Do       | Fr       | Sa       | So       |
| -------- | -------- | -------- | -------- | -------- | -------- | -------- | -------- |
| 48       |          |          |          |          |          |          | 1        |
| 49       | 2        | 3        | 4        | 5        | 6        | 7        | 8        |
| 50       | 9        | 10       | 11       | 12       | 13       | 14       | 15       |
| 51       | 16       | 17       | 18       | 19       | 20       | 21       | 22       |
| 52       | 23       | 24       | 25       | 26       | 27       | 28       | 29       |
| 1        | 30       | 31       |          |          |          |          |          |

Im Jahr 1510 nutzt Portugal seine im Vorjahr in der Seeschlacht von Diu gewonnenen Seeherrschaft im Indischen Ozean zur Eroberung der Stadt Goa in Indien, was nach einem kurzen Rückschlag zur Konsolidierung von Portugiesisch-Indien führt.
In Europa zerbricht die gegen die Republik Venedig gerichtete Liga von Cambrai, nachdem Venedig mit diplomatischem Geschick Frankreich unter König Ludwig XII. isolieren konnte.
In Erfurt kommt es zu neuerlichen Unruhen zwischen Studenten und Handwerkern der Stadt und in Brandenburg werden 38 Juden wegen angeblicher Hostienschändung verbrannt. Hamburg wird freie Reichsstadt und die Nordseeküste ist gleich von mehreren Sturmfluten betroffen, die umso schwereren Schaden anrichten, weil die Deiche schon nach den letztjährigen Überschwemmungen nur notdürftig geflickt sind.

## Ereignisse

### Politik und Weltgeschehen

#### Heiliges Römisches Reich

##### Italienische Kriege / Liga von Cambrai

Venedig um 1500, Jacopo de’ Barbari

Nach militärischen Niederlagen kann der neue venezianische Armeekommandant Andrea Gritti die Front gegen Ludwig XII. von Frankreich stabilisieren. Gleichzeitig gelingt es der Republik Venedig durch erfolgreiche diplomatische Verhandlungen mit seinen Gegnern, die sehr unterschiedliche Ziele verfolgen, und gegen kleinere Gebietsabtretungen einen Frieden mit Kaiser Maximilian I. und Ferdinand II. von Aragón zu schließen, und Frankreich damit zu isolieren. Papst Julius II. hebt am 24. Februar den gegen die Stadt verhängten Kirchenbann wieder auf. Damit endet nach etwas über einem Jahr das Bündnis der Liga von Cambrai gegen die Seerepublik.
Antonio Grimani, im Jahr 1499 wegen Hochverrats aus Venedig verbannt, darf nach mehr als zehn Jahren und großzügigen Zahlungen seiner Familie wieder in seine Heimatstadt zurückkehren. Er erhält das Amt eines Procuratore di sopra und betätigt sich als großzügiger Mäzen. Grimani beteiligt sich an den Kosten für den Bau der alten Prokuratien und lässt das durch ein Erdbeben zerstörte Dach des Campanile wiederherstellen, für das er die vergoldete Figur des Erzengels Gabriel auf der Spitze stiftet.

##### Reichstag zu Augsburg
Auf dem Reichstag zu Augsburg, abgehalten im Stadtpalast des Bankiers Jakob Fugger, wird Hamburg zur freien und unmittelbaren Reichsstadt erklärt. Dänemark erkennt diese Erklärung nicht an.

##### Sonstige Ereignisse im Reich
Judenverfolgung in Brandenburg

Scheiterhaufen vor den Toren Berlins (aus dem Sumarius von 1511)

Anfang des Jahres werden in der Kirche des havelländischen Dorfes Knoblauch eine vergoldete Monstranz und zwei geweihte Hostien gestohlen. Der Dieb, der christliche Kesselflicker Paul Fromm aus Bernau, erklärt unter der Folter, er habe eine der Hostien an einen Juden in Spandau verkauft. Das löst eine Reihe von Beschuldigungen, Verfolgungen und Festnahmen von Juden in vielen märkischen Städten aus. An die 100 der Festgenommenen, darunter die Angesehensten der Gemeinden, werden zu weiteren Untersuchungen in die Residenzstadt Berlin verbracht und dort vor ein Gericht gestellt. Nach der Verkündung des Urteils am 19. Juli auf dem Neuen Markt vor der Marienkirche werden 38 Juden auf einem mehrstöckigen Scheiterhaufen an der Richtstätte vor dem Georgentor wegen angeblicher Hostienschändung verbrannt, mindestens zwei weitere, die sich zwischenzeitlich taufen ließen, enthauptet. Auch der diebische Kesselflicker wird hingerichtet. In der Folge werden die Juden aus der Mark Brandenburg vertrieben. Das hat für den Landesherren und auch die Bürger den Vorteil, dass Schulden bei jüdischen Kaufleuten oder Bankiers nicht getilgt werden müssen. Juden dürfen sich erst 1539 wieder in Berlin ansiedeln.
Erfurter Studentenhitze

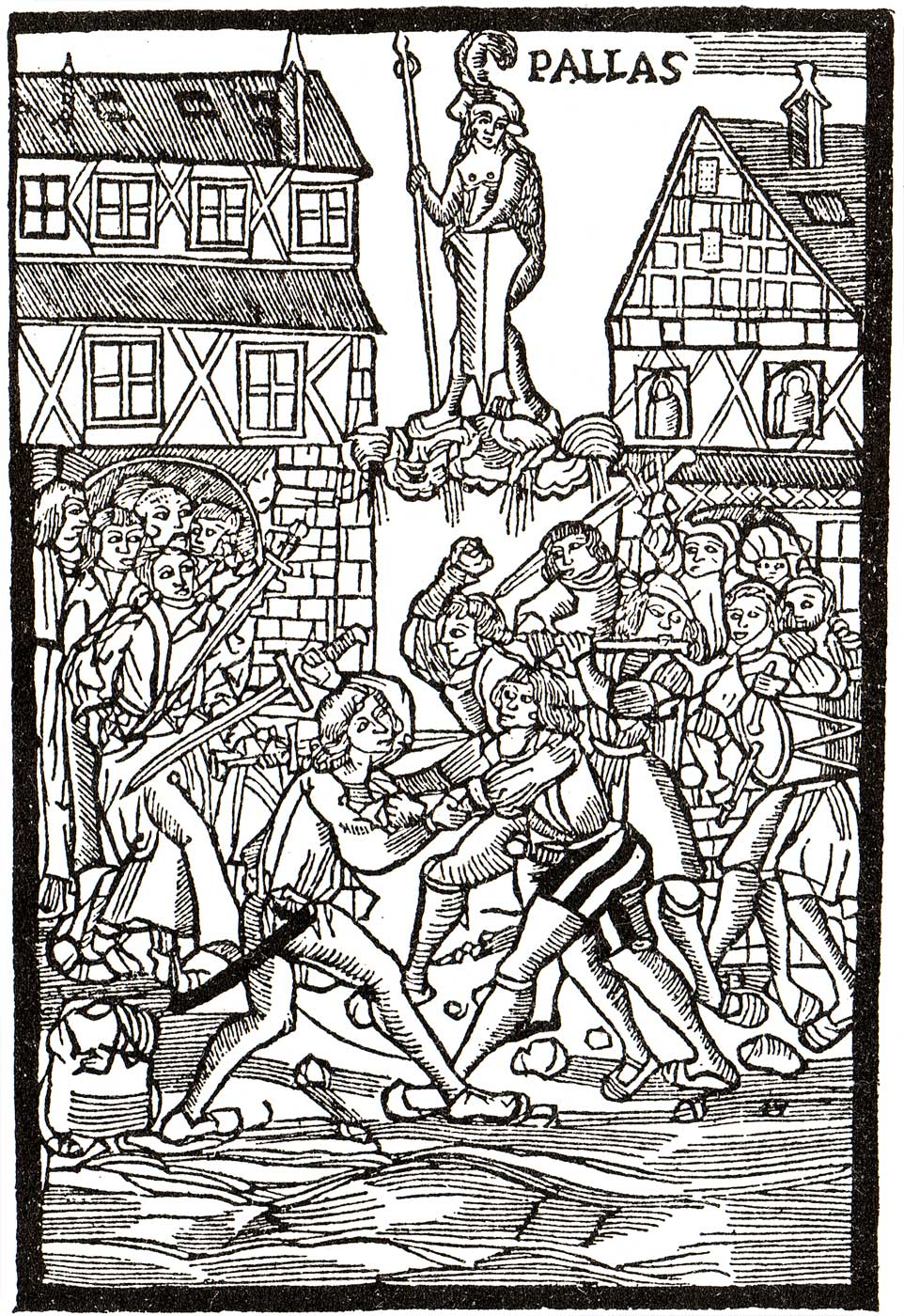
Zeitgenössisches Flugblatt zur Erfurter Revolte

In Erfurt kommt es nach dem Sturz und der Hinrichtung des Ratsherren Heinrich Keller und der Flucht weiterer Ratsherren im Vorjahr neuerlich zu Unruhen. Anlass dafür ist die in der Stadt ansässige Universität. Die um 1500 in Erfurt lehrenden Humanisten ziehen Studenten aus allen Teilen Europas an, was die Universität Erfurt zu einem wichtigen Wirtschaftsfaktor macht. Die oft aus wohlhabenden Verhältnissen stammenden Studenten paktieren jedoch offen mit den im Vorjahr vertriebenen Ratsherren und stellen oft provozierend ihren Reichtum zur Schau. Sie lösen dadurch eine zweite Welle von Gewalttaten aus, die als Erfurter Studentenhitze in der Stadtchronik Einzug findet. Das Erfurter Collegium Maius und andere Universitätsgebäude werden von den Handwerkern gestürmt und beschädigt, viele Studenten verlassen in der Folge Erfurt. Noch bis 1514 gärt es in der Stadt zwischen dem Rat und den Zünften, der Ruf Erfurts ist durch die Ereignisse nachhaltig ruiniert. Weiters kommt es in den nächsten Jahren zu einem langandauernden Handelskrieg mit den sächsischen Herzögen, der auch langfristige negative Auswirkungen auf die wirtschaftliche Situation der Stadt hat. Auch Martin Luther, der zu diesem Zeitpunkt im Augustinerkloster lebt und predigt, wird Augenzeuge der Ereignisse.

#### Portugiesisches Weltreich
Portugiesisch-Indien

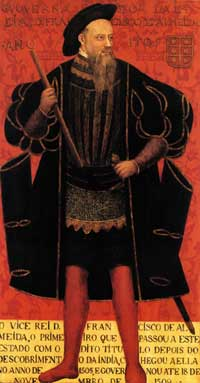
Francisco de Almeida

Am 1. März kommt der ehemalige Vizekönig von Portugiesisch-Indien, Francisco de Almeida, bei einem Scharmützel mit Einheimischen an der Küste der Tafelbucht am Kap der Guten Hoffnung ums Leben. Zu den Auseinandersetzungen kommt es, nachdem die Portugiesen versucht haben, den Angehörigen der Khoikhoi Vieh für die Frischfleischversorgung an Bord zu stehlen. Der Zwischenfall führt dazu, dass portugiesische Schiffe es ab diesem Zeitpunkt vermeiden, am Kap der Guten Hoffnung an Land zu gehen.

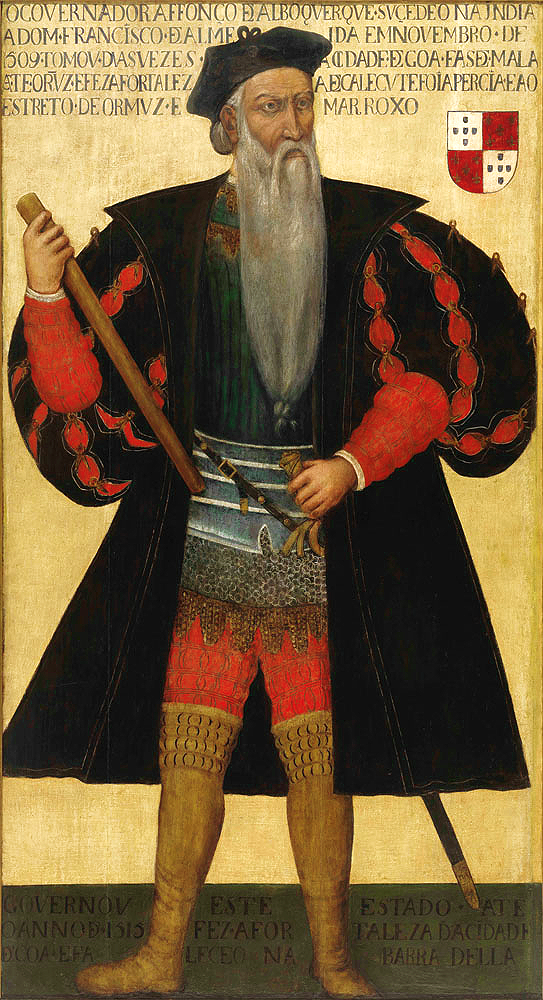
Afonso de Albuquerque

Unter Almeidas Nachfolger, Gouverneur Afonso de Albuquerque dehnen die Portugiesen ihr Kolonialreich in Indien aus. Sie greifen im Frühjahr das von der Dynastie der Adil Shahi regierte Sultanat Bijapur an und erobern Goa. Das Sultanat, das zur gleichen Zeit mit einem Krieg gegen das Hindu-Reich Vijayanagar und das nördliche Nachbarsultanat Ahmadnagar konfrontiert ist, kann den Ort im August zwar kurzfristig zurückerobern, am 25. November gelingt den Portugiesen aber die endgültige Einnahme der Städte Goa und Panaji. Goa wird ab diesem Zeitpunkt Hauptstadt der Kolonie Portugiesisch-Indien, von wo nicht nur der Seehandel nach Südostasien und Europa gesteuert wird, sondern auch die christliche Missionierung ihren Ausgang nimmt.
Brasilien
Überlebende eines in Schiffbruch geratenen französischen Schiffes besiedeln erstmals die Gegend um das heutige Salvador da Bahia in Brasilien. Unter ihnen befindet sich auch der Portugiese Diogo Álvares Correia, der vom örtlichen Stamm der Tupinambá, den er mit seinen Schießkünsten beeindruckt, den Namen Caramuru (Neunauge) erhält.
Portugal
Die portugiesischen Orte Aljustrel und Castro Verde erhalten das Stadtrecht.

#### Spanien und seine Kolonien
- Pedro Navarro erobert die Stadt Tripolis in Nordafrika für Spanien.
- Spanische Truppen erobern Algier und Bejaia in Nordafrika.
- Der Gouverneur von Veragua, Diego de Nicuesa, gründet die Stadt Nombre de Dios im heutigen Panama.
- Der atlantische Sklavenhandel beginnt. Das erste Schiff mit 50 schwarzen Sklaven segelt von einer portugiesischen Handelsfaktorei in Westafrika nach Hispaniola.

#### Nord- und Osteuropa
Der Dänisch-Hanseatische Krieg zwischen Lübeck und den Wendischen Städten der Hanse einerseits und dem Hauptgegner Dänemark unter Admiral Jens Holgersen Ulfstand beginnt im April mit der offiziellen Kriegserklärung der Hanse an Dänemark. Die Hanseflotte plündert im Juli Bornholm erneut und vereint mit einem schwedischen Geschwader wird im Anschluss die Küste Schonens verheert. Die Lübecker plündern und zerstören im gleichen Jahr zwar auch Nakskov, wo sich eine wichtige dänische Kriegswerft befindet, ihre Flotte wird aber vor Nakskov vom dänischen Admiral Henrik Krummedike geschlagen. Dänische Gegenangriffe auf Travemünde und Warnemünde scheitern allerdings unter hohen Verlusten.
- Republik Pskow: Pskow wird vom Großfürstentum Moskau unter Wassili III. unterworfen. Damit endet die Tradition des Wetsche in Russland.

#### Asien

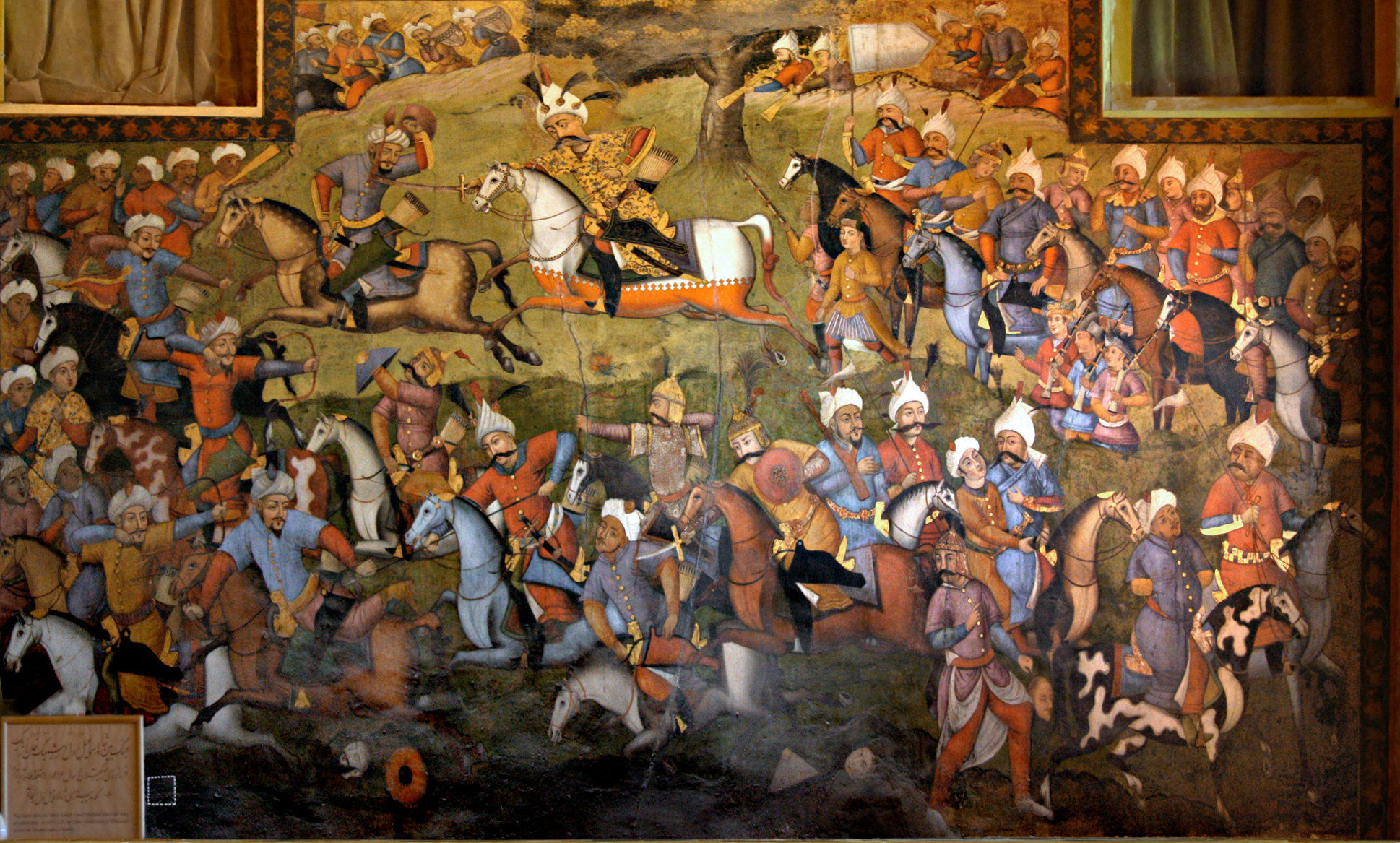
Schah Ismail I. in der Schlacht gegen die Usbeken

- 29. November oder 1. Dezember: Der persische Schah Ismail I. aus der Dynastie der Safawiden besiegt den Usbeken-Khanat unter Mohammed Scheibani, aus dessen Schädel eine Trinkschale gemacht wird.
- Mingyinyo begründet die Taungu-Dynastie im heutigen Myanmar.

### Wirtschaft
Spätestens 1510 übernimmt Jakob Fugger die autokratische Leitung des überwiegend in der Montanwirtschaft tätigen Augsburger Handelshauses Fugger von der Lilie. Das Unternehmen gründet im selben Jahr eine Faktorei in Hall.

### Wissenschaft und Technik
Heinrich Cornelius Agrippa von Nettesheim verfasst sein dreibändiges Buch De Occulta Philosophia über die bekannte Magie des Abendlandes. Der auch an Mineralogie interessierte Universalgelehrte ist gleichzeitig Bergrat für die Stadt Köln.

### Kultur
| Kultur | Kultur |
| --- | ------ |
| - Cinquecento in Italien - Renaissance - Hochrenaissance in Italien - Frührenaissance im deutschsprachigen Raum - Spätgotik - Manuelinik in Portugal - Isabellinischer Stil und Plateresker Stil in Spanien |        |

#### Architektur
Dem Markusturm in Venedig wird die Turmspitze aufgesetzt.
Ab 1510 werden die Bauarbeiten am Kölner Dom sukzessive eingestellt. Für die nächsten mehr als 300 Jahre bestimmt der unfertige Dom die Silhouette der Stadt.

#### Bildende Kunst

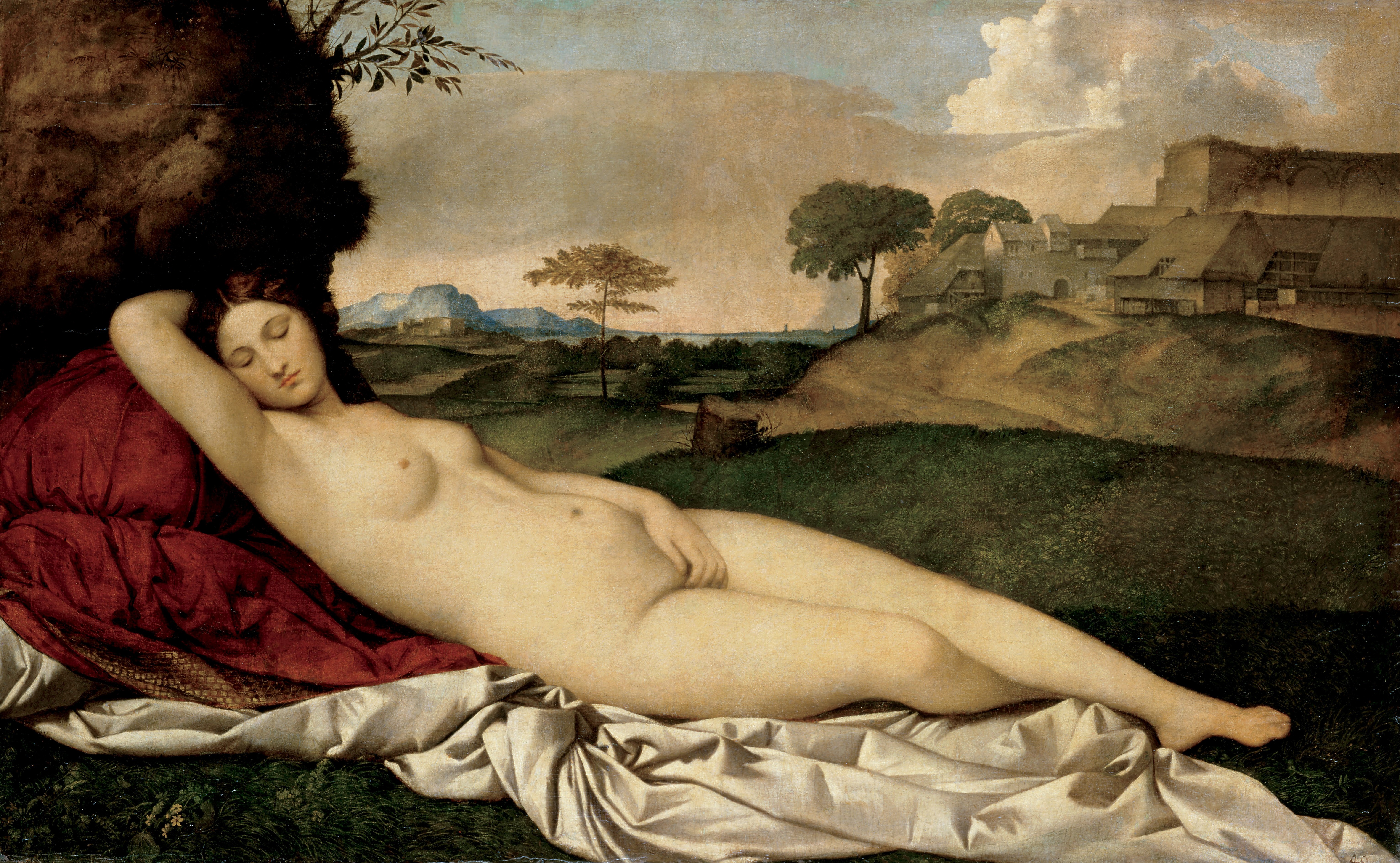
Schlummernde Venus von Giorgione

Der italienische Renaissancemaler Giorgione vollendet mit der Schlummernden Venus eines seiner letzten Werke.
Der deutsche Maler Hans Baldung vollendet die Markgrafentafel, die neben Anna selbdritt unter anderem auch den Stifter des Bilds, Markgraf Christoph I. von Baden, zeigt.

Laubwald mit dem Heiligen Georg

Der deutsche Renaissancemaler, Kupferstecher und Baumeister Albrecht Altdorfer stellt das Ölgemälde Laubwald mit dem Heiligen Georg fertig. Das mit Ölfarbe auf Pergament gemalte und auf Lindenholz aufgezogene Bild zeigt eine Szene aus der Drachentöterlegende des Heiligen Georg.
Der Florentiner Maler Ridolfo Ghirlandaio fertigt in Öl auf Holz das Gemälde Anbetung durch die Hirten.

#### Literatur

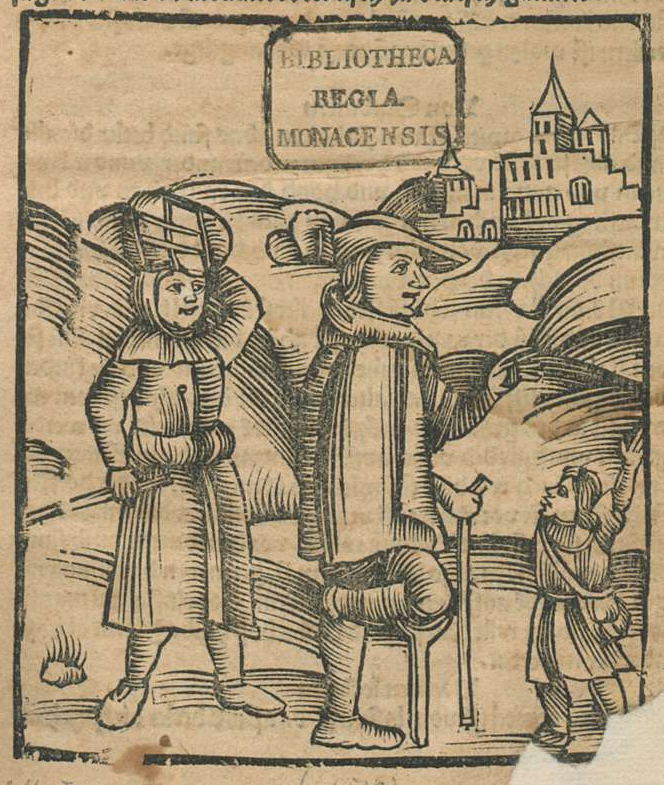
Bettlerfamilie auf dem Weg zur Stadt, Titelholzschnitt des Liber vagatorum

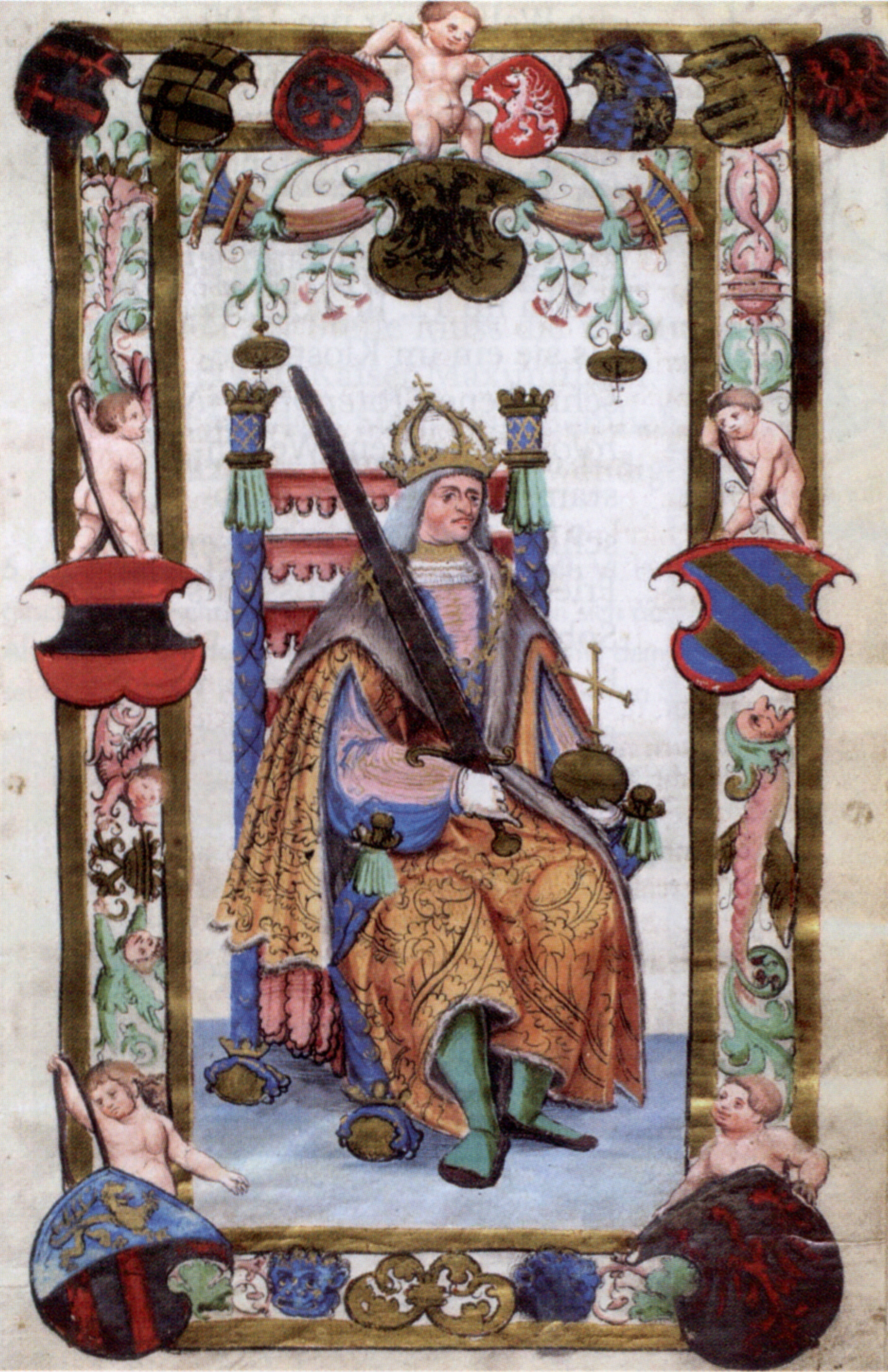
Weingartener Stifterbüchlein, Widmungsblatt für Kaiser Maximilian I.

### Religion
Johannes VIII. Grimholt wird am 10. Januar als Nachfolger des zur Jahreswende verstorbenen Wilhelm Westphal Bischof von Lübeck, am 8. April wird er in seinem Amt bestätigt.
Im November reist Martin Luther nach Rom, um im Auftrag seines Erfurter Konvents gegen die von oben befohlene Vereinigung der strengen Observanten mit den liberaleren Augustinerklöstern zu protestieren. Er nimmt dort an einer Generalbeichte teil und rutscht auf dem Bauch die „Heilige Treppe“ am Lateran hinauf, um Sündenvergebung für sich und seine Verwandten zu erlangen. Er zweifelt zu diesem Zeitpunkt noch nicht an der römischen Bußpraxis, ist aber entsetzt über den Unernst und Sittenverfall, die ihm in Rom begegnen.
Der Streit des Pforzheimer Humanisten Johannes Reuchlin mit Johannes Pfefferkorn über dessen Verlautbarung, die Literatur der Rabbiner zu beseitigen, beginnt. Nach der Verurteilung des Johannes Reuchlin wegen Ketzerei im Jahr 1520 erscheinen aus dem humanistischen Freundeskreis von Reuchlin die gegen die Dominikaner gerichteten „Dunkelmännerbriefe“.
Der Universalgelehrte Heinrich Cornelius Agrippa von Nettesheim wird gemeinsam mit anderen Repräsentanten von Kaiser Maximilian I. an den Hof von Heinrich VIII. von England gesandt, um Einfluss auf dessen Politik zu nehmen. Agrippa lernt dort unter anderem John Colet bei einer Vorlesung an der University of Oxford über den Paulinismus kennen.

### Katastrophen
Am 5./6. September trifft eine schwere Sturmflut an der Nordseeküste vor allem den Jadebusen, viele schon durch die Zweite Cosmas- und Damianflut vom Vorjahr noch beschädigte und nur notdürftig reparierte Deiche brechen. Auf diese sogenannte St.-Magnus-Flut folgt am 1. November die Allerheiligenflut 1510, die die gesamte Nordseeküste von Flandern bis Eiderstedt heimsucht. Viele Deiche werden erneut durchbrochen und weite Küstengebiete überschwemmt. Das Wasser steigt bis auf 3,80 Meter über MThw.

## Geboren

### Geburtsdatum gesichert
- 27. März: Katharina von Pfalz-Simmern, Äbtissin im Kloster Kumbd († 1572)
- 30. März: Antonio de Cabezón, spanischer Komponist und Organist († 1566)
- 05. Juni: Louis II. d’Orléans-Longueville, Pair und Großkammerherr von Frankreich, Herzog von Longueville († 1537)

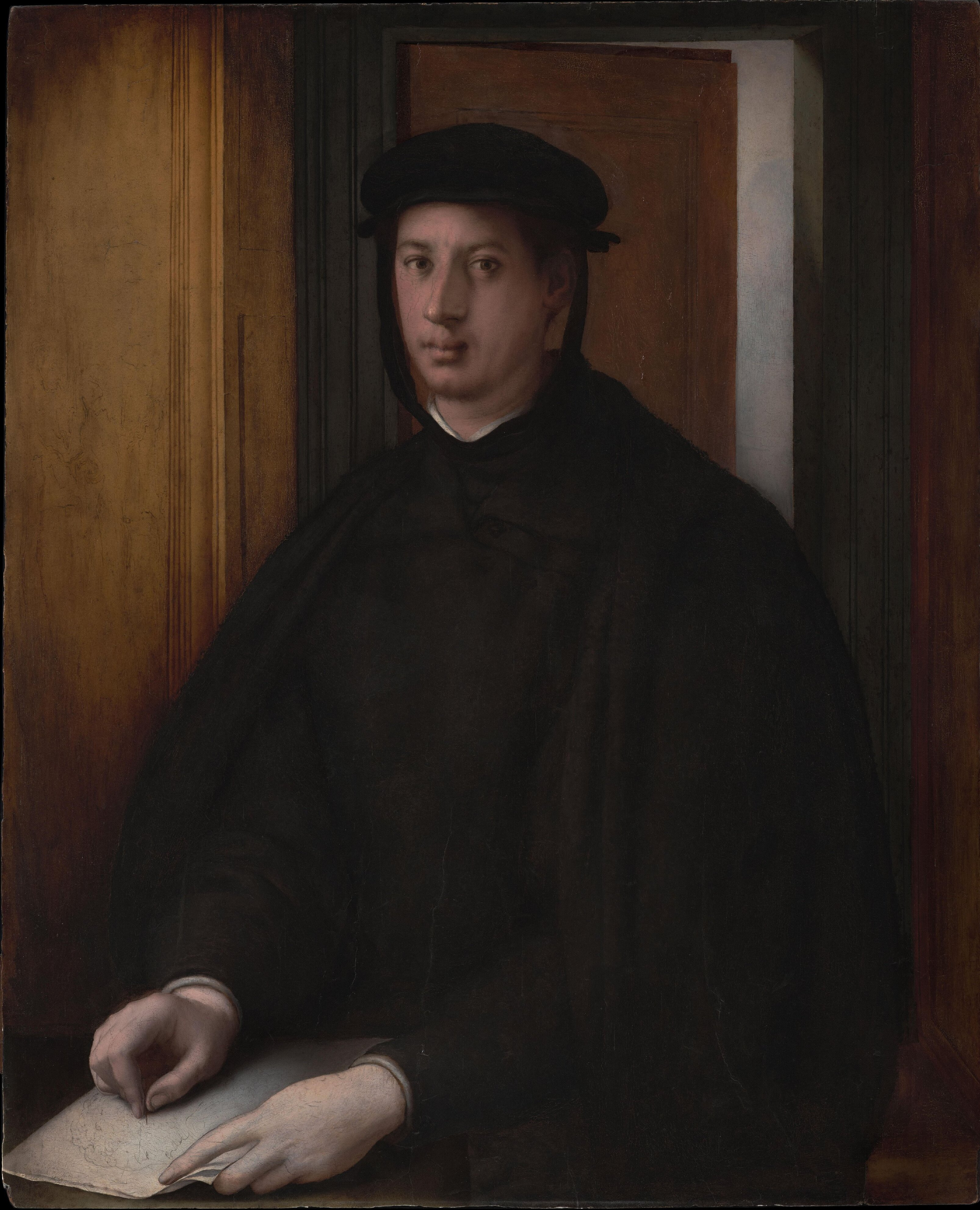
Alessandro de’ Medici

- 22. Juli: Alessandro de’ Medici, Duca della città di Penna und Herzog von Florenz († 1537)
- 24. August: Elisabeth von Brandenburg, Herzogin von Braunschweig-Calenberg-Göttingen und Gräfin zu Henneberg († 1558)
- 30. August: Ursula von Mecklenburg, letzte katholische Äbtissin des Klarissenklosters Ribnitz († 1586)
- 06. Oktober: John Caius, englischer Hofarzt, ermöglichte die erneute Gründung von Gonville Hall († 1573)
- 25. Oktober: Renée de France, Herzogin von Ferrara, Modena und Reggio († 1574)
- 28. Oktober: Francisco de Borja, dritter General der Jesuiten († 1572)
- 06. November: Leonhard Badehorn, deutscher Jurist und Bürgermeister von Leipzig († 1587)
- 28. Dezember: Nicholas Bacon, englischer Anwalt, Richter und Lordkanzler († 1579)

### Genaues Geburtsdatum unbekannt
- Barthélémy Aneau, französischer Schriftsteller und Humanist († 1561)
- Tullia d’Aragona, römische Kurtisane, Dichterin und Philosophin († 1556)
- Juan de Betanzos, spanischer Entdecker und Chronist († 1576)
- François Clouet, französischer Maler († 1572)
- Franz Davidis, unitarischer Theologe († 1579)
- Francisco Vásquez de Coronado, spanischer Entdecker († 1554)
- Simon Jacob, deutscher Mathematiker und Rechenmeister († 1564)
- Baldassare Lanci, italienischer Künstler und Architekt († 1571)
- Johannes Marcellus, deutscher Philologe und Poet († 1551/52)
- Matsunaga Hisahide, japanischer Daimyo († 1577)
- Robert Recorde, englischer Mediziner und Mathematiker († 1558)
- Kaspar Schlumpf, Schweizer Kaufmann und Bürgermeister († 1587)

### Geboren um 1510
- 1509/10: Anna Jansz, niederländische Märtyrerin der Täuferbewegung († 1539)
- Giovanni Battista Aostalli, Tessiner Baumeister († 1575)
- Juan Bermudo, spanischer Musiktheoretiker und Komponist († um 1565)
- Ulrich Campell, Schweizer Reformator und rätoromanischer Liederdichter († um 1582)
- Hieronymus Cock, niederländischer Kunstverleger, Maler und Kupferstecher († 1570)
- Philibert de l’Orme, französischer Architekt und Fachautor für Steinmetz und Gewölbetechniken († 1570)
- William Howard, 1. Baron Howard of Effingham, englischer Adeliger († 1573)
- Johann VI. von der Leyen, Erzbischof und Kurfürst von Trier († 1567)
- Ambroise Paré, französischer Chirurg, Wegbereiter der modernen Chirurgie und Begründer der Gesichtsprothetik († 1590)
- Anne Seymour, Duchess of Somerset, englische Adelige und Literaturmäzenin († 1587)
- Tecuichpoch, aztekische Prinzessin, Tochter Moctezumas II. († 1550/51)

## Gestorben

### Erstes Halbjahr
- 05. Januar: Johannes Nauclerus, deutscher Gelehrter und erster Rektor der Universität Tübingen (* 1425)
- 13. Januar: Florian Waldauf, Tiroler Ritter im Dienste Kaiser Maximilians und Mitglied des Kannenordens (* um 1450)
- 24. Jänner: Johannes Dürnberger, österreichischer römisch-katholischer Ordenspriester und Propst von Stift Seckau (* 1447)
- 27. Januar: Thomas Brandon, englischer Höfling und Diplomat

- 01. Februar: Sidonie von Böhmen, Herzogin von Sachsen (* 1449)
- 08. Februar: Francesco Bianchi, italienischer Maler (* 1447)
- 28. Februar: Juan de la Cosa, spanischer Seefahrer, Kartograf und Entdecker (* um 1449 oder 1460)

- 01. März: Francisco de Almeida, portugiesischer Seefahrer und Militär, Gouverneur von Portugiesisch-Indien (* 1450)
- 10. März: Johann Geiler von Kaysersberg, deutscher Prediger und Schriftsteller (* 1445)

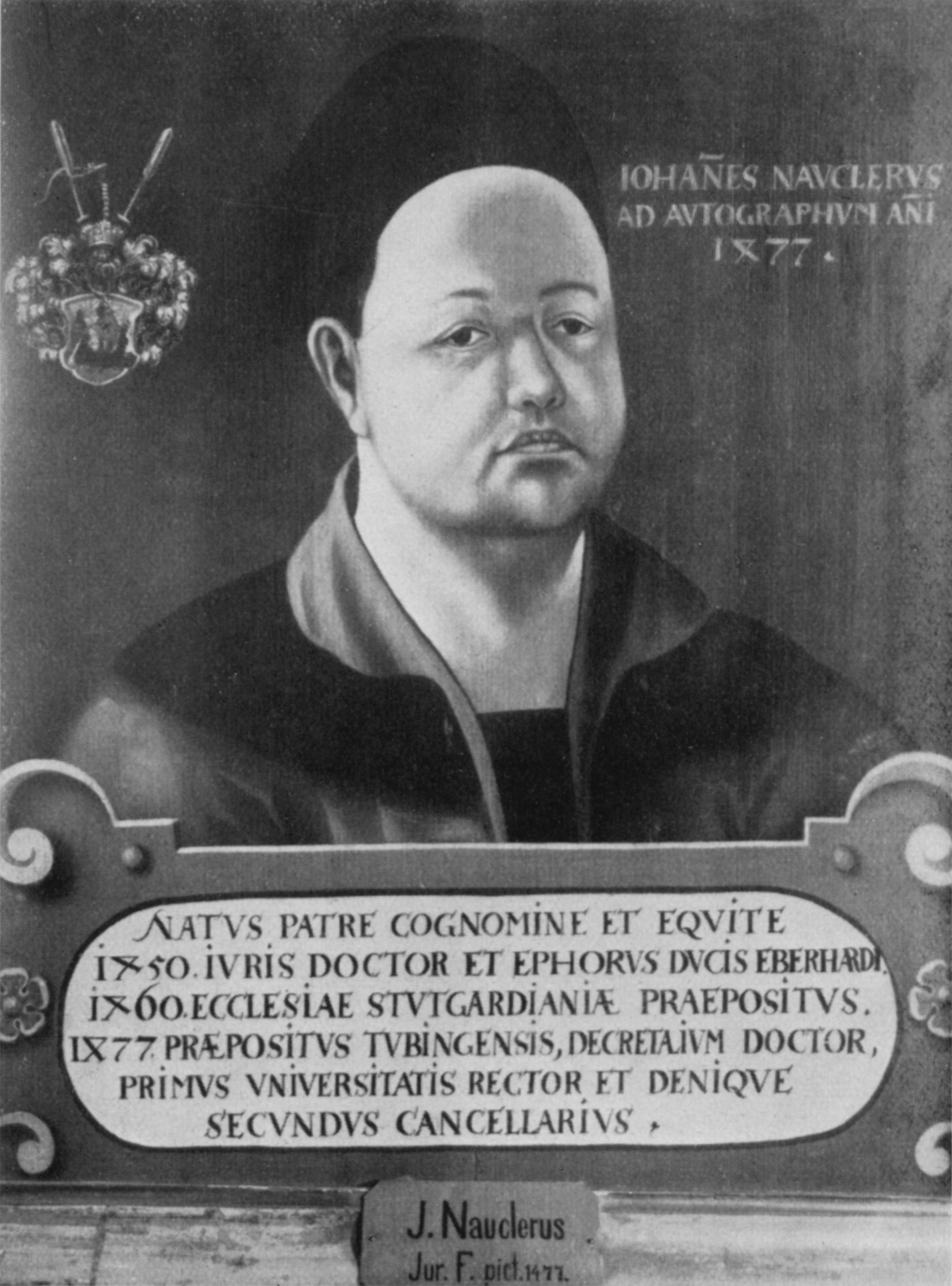
Johannes Nauclerus, 5. Januar
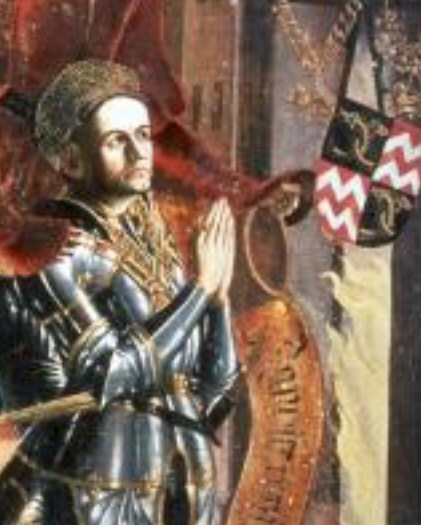
Florian Waldauf, 13. Februar
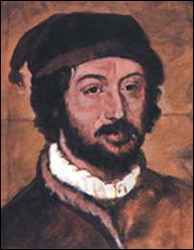
Juan de la Cosa, 28. Februar
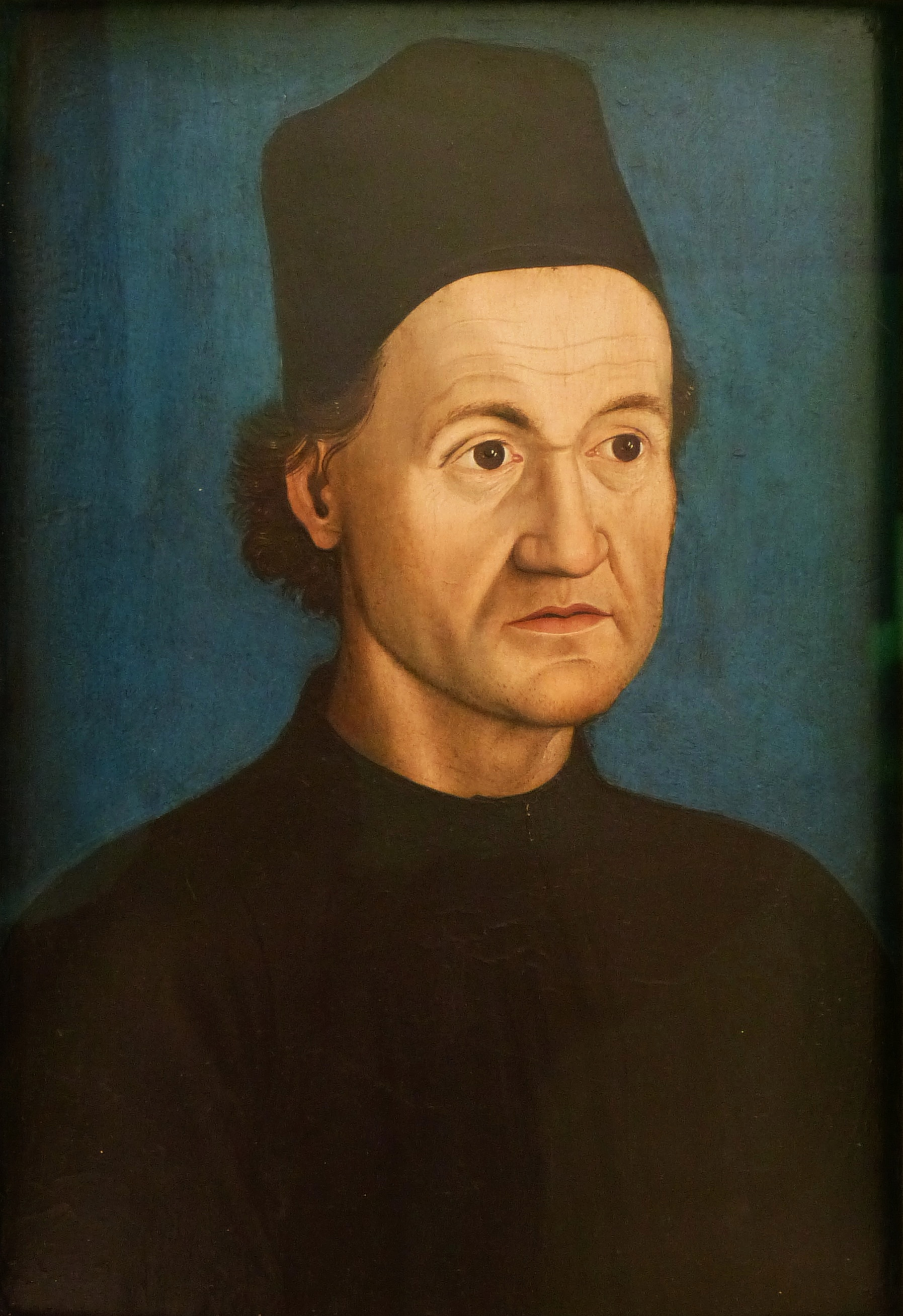
Johann Geiler von Kaysersberg, 10. März

- 12. März: Mihnea I. cel Rău, Woiwode der Walachei (* um 1462)
- um den 27. März: Beatrice de Frangepan, kroatische Adlige, Markgräfin von Brandenburg-Ansbach (* 1480)

- 10. April: Jacopo IV. Appiano, italienischer Adeliger, Söldner, Pfalzgraf und Reichsfürst (* 1459)
- 19. April: Ulrich Fugger, deutscher Kaufmann und Bankier (* 1441)
- 20. April: Wilwolt von Schaumberg, deutscher Söldnerführer und Feldherr (* um 1446)

- 17. Mai: Sandro Botticelli, italienischer Maler (* 1445)
- 25. Mai: Georges d’Amboise, französischer Minister und Kardinal (* 1460)

- 07. Juni: Johannes Fischer, Weihbischof in Naumburg
- 24. Juni: Johann von Sonnenberg, Truchseß von Waldburg (* um 1470)
- 28. Juni: Philipp von Hoerde, Dompropst in Münster und Landdrost des Herzogtums Westfalen (* 1455)

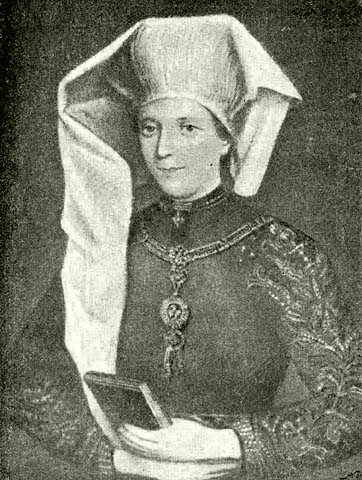
Beatrice de Frangepan, um den 27. März
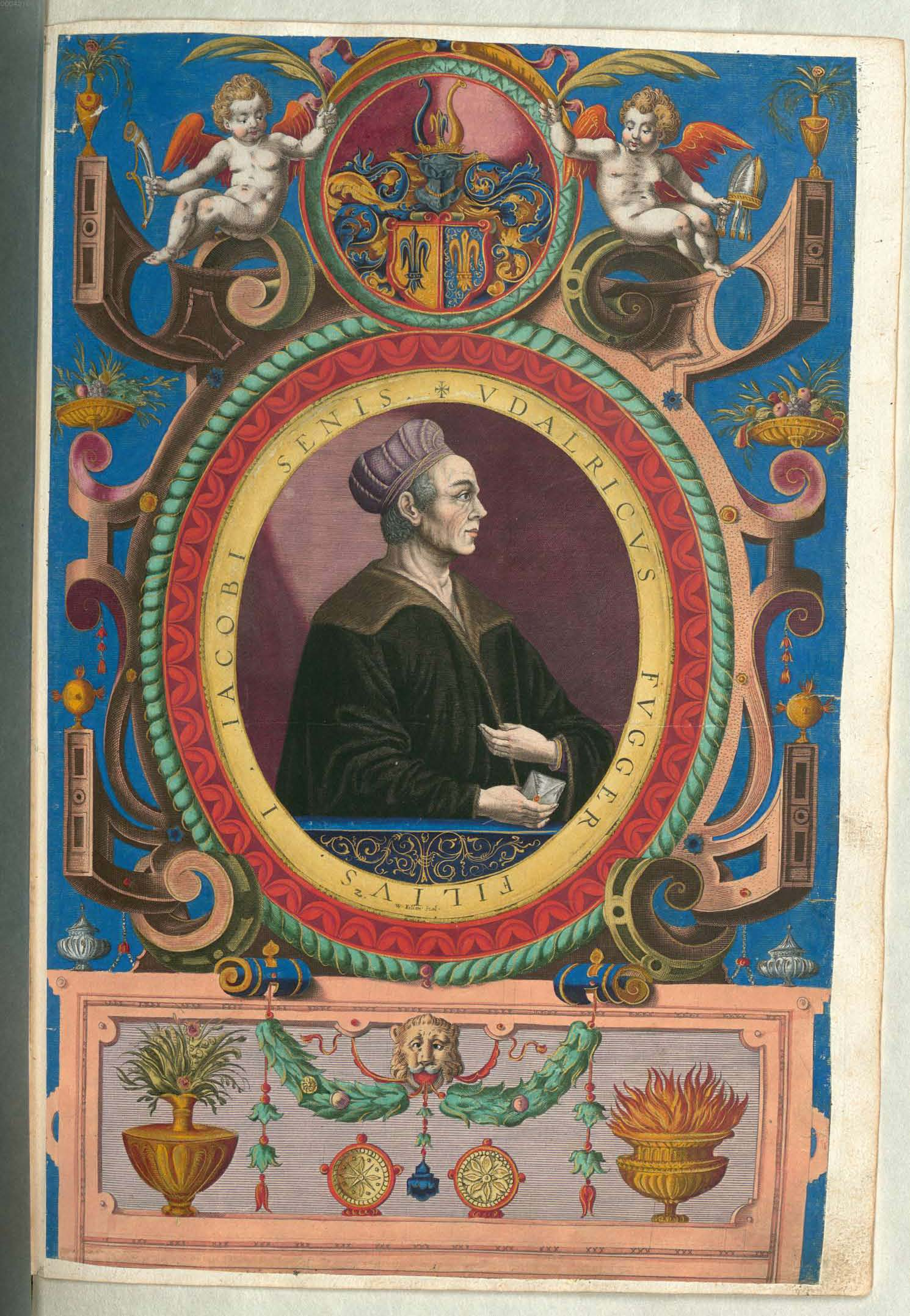
Ulrich Fugger der Ältere, 19. April
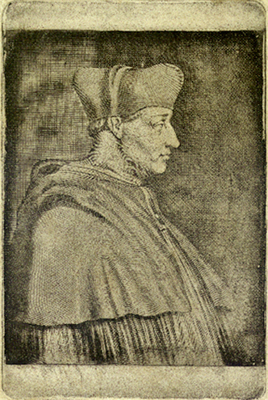
Georges d’Amboise, 25. Mai
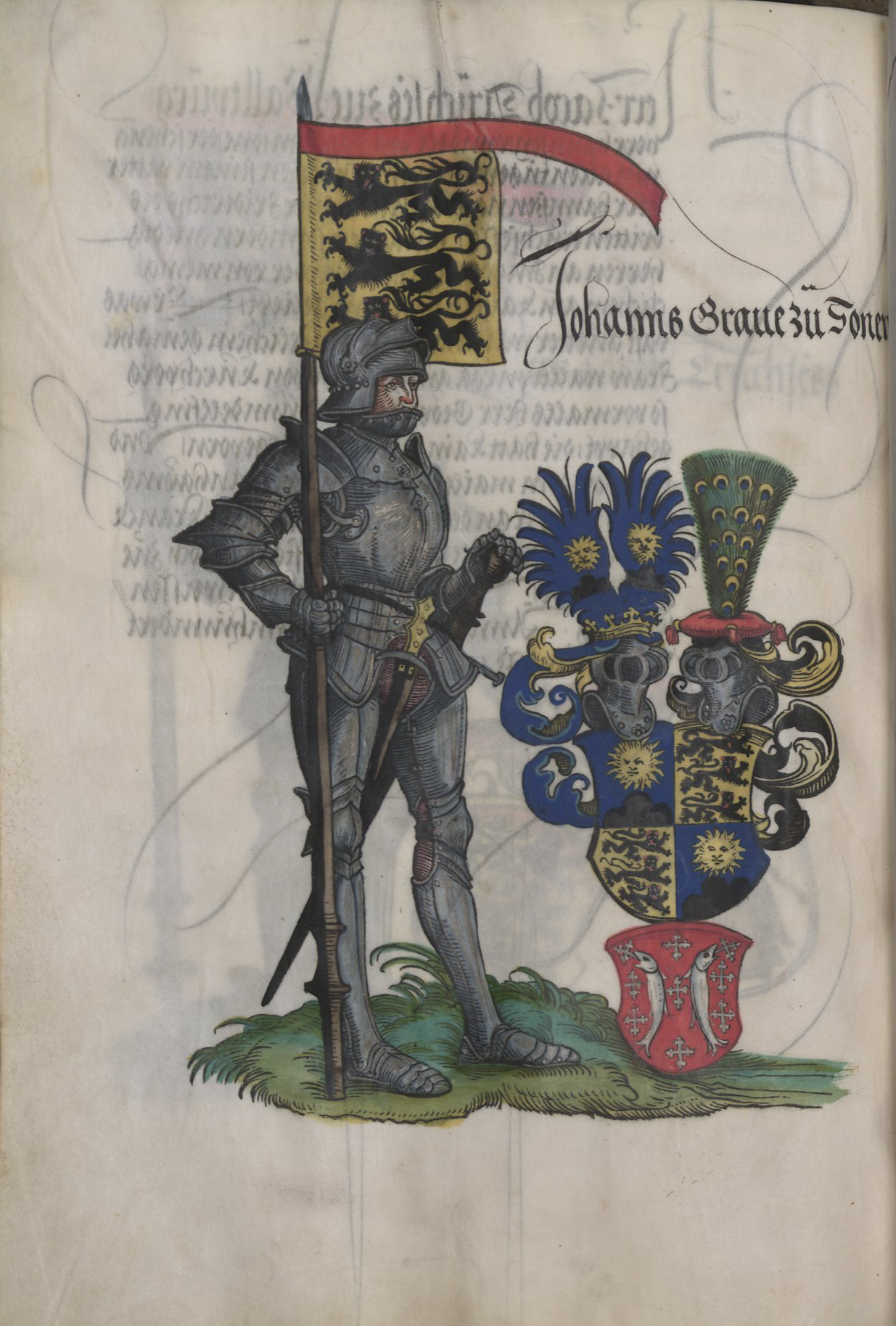
Johann von Sonnenberg, 24. Juni

### Zweites Halbjahr
- 10. Juli: Caterina Cornaro, Königin von Zypern (* 1454)
- 27. Juli: Giovanni Sforza, Herr von Pesaro (* 1466)
- 28. Juli: Georg Alt, deutscher Übersetzer und Historiograph (* um 1450)

- 07. September: Rudolf IV., Fürst von Anhalt-Bernburg (* um 1466)
- 15. September: Katharina von Genua, italienische Mystikerin, katholische Heilige (* 1447)
- 18. September: Ursula von Brandenburg, Herzogin von Mecklenburg (* 1488)

- 07. Oktober: Karl von Baden, Domherr in Straßburg und Trier (* 1476)
- 17. Oktober: Johannes Bonemilch, Weihbischof von Mainz (* um 1434)
- vor dem 25. Oktober: Giorgione, italienischer Maler (* 1478)

- 11. November: Bohuslaus Lobkowicz von Hassenstein, deutscher Humanist, Gelehrter und Dichter (* 1461)
- 23. November: Pierre de Blarru, französischer Kanoniker und Humanist (* 1437)
- 29. November oder 1. Dezember: Mohammed Scheibani, Khan der Usbeken (* 1451)

- 09. Dezember: Hartmannus Hartmanni, deutscher Rechtsgelehrter und Kanoniker an der Heidelberger Heiliggeistkirche (* um 1472)
- 09. Dezember: Luis Juan del Milà, Kardinal der katholischen Kirche (* um 1432/33)
- 14. Dezember: Friedrich von Sachsen, Hochmeister des Deutschen Ordens (* 1473)
- 31. Dezember: Bianca Maria Sforza, Tochter des Herzogs Galeazzo Maria Sforza von Mailand, zweite Gemahlin Kaiser Maximilians I. (* 1472)

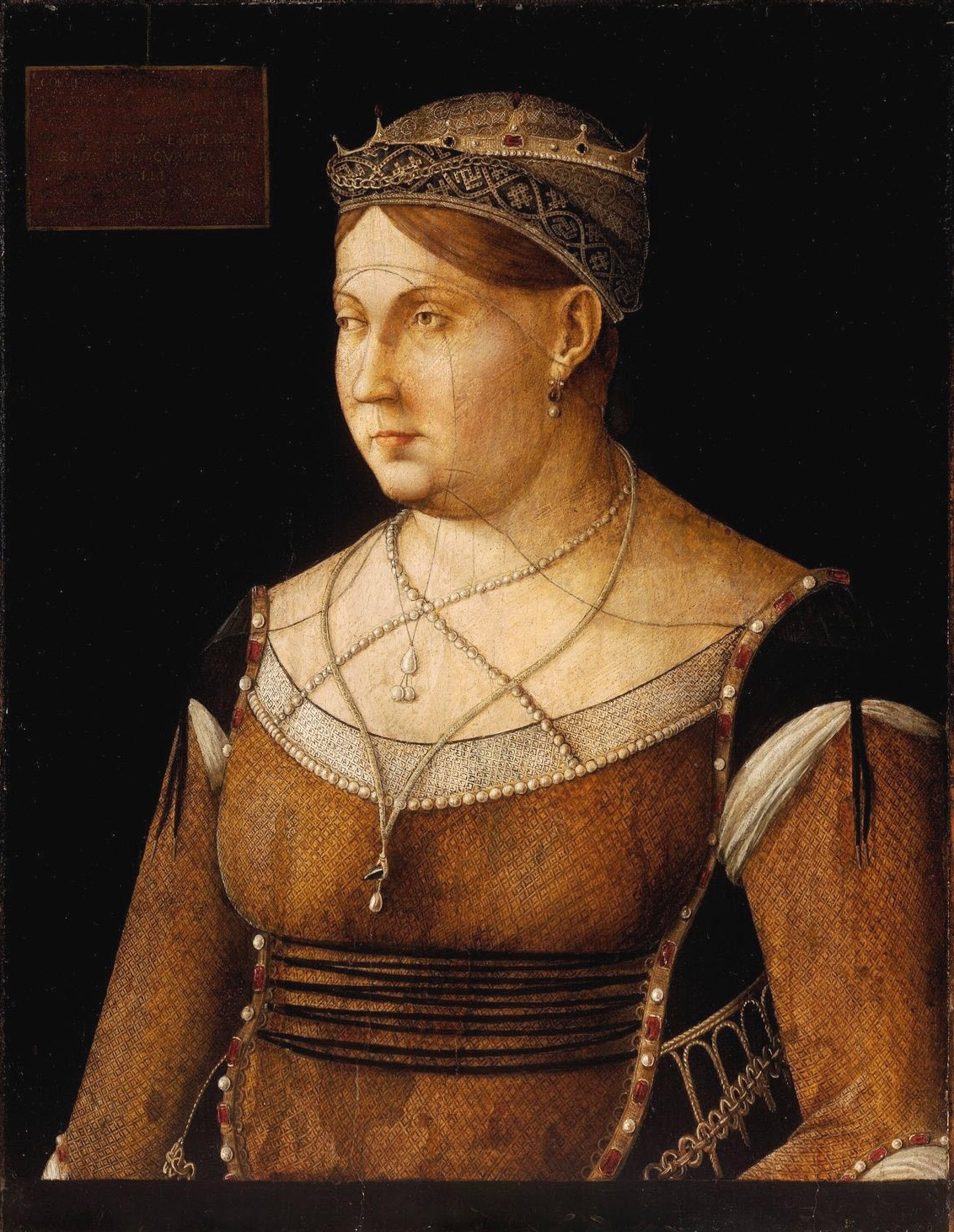
Caterina Cornaro, 10. Juli
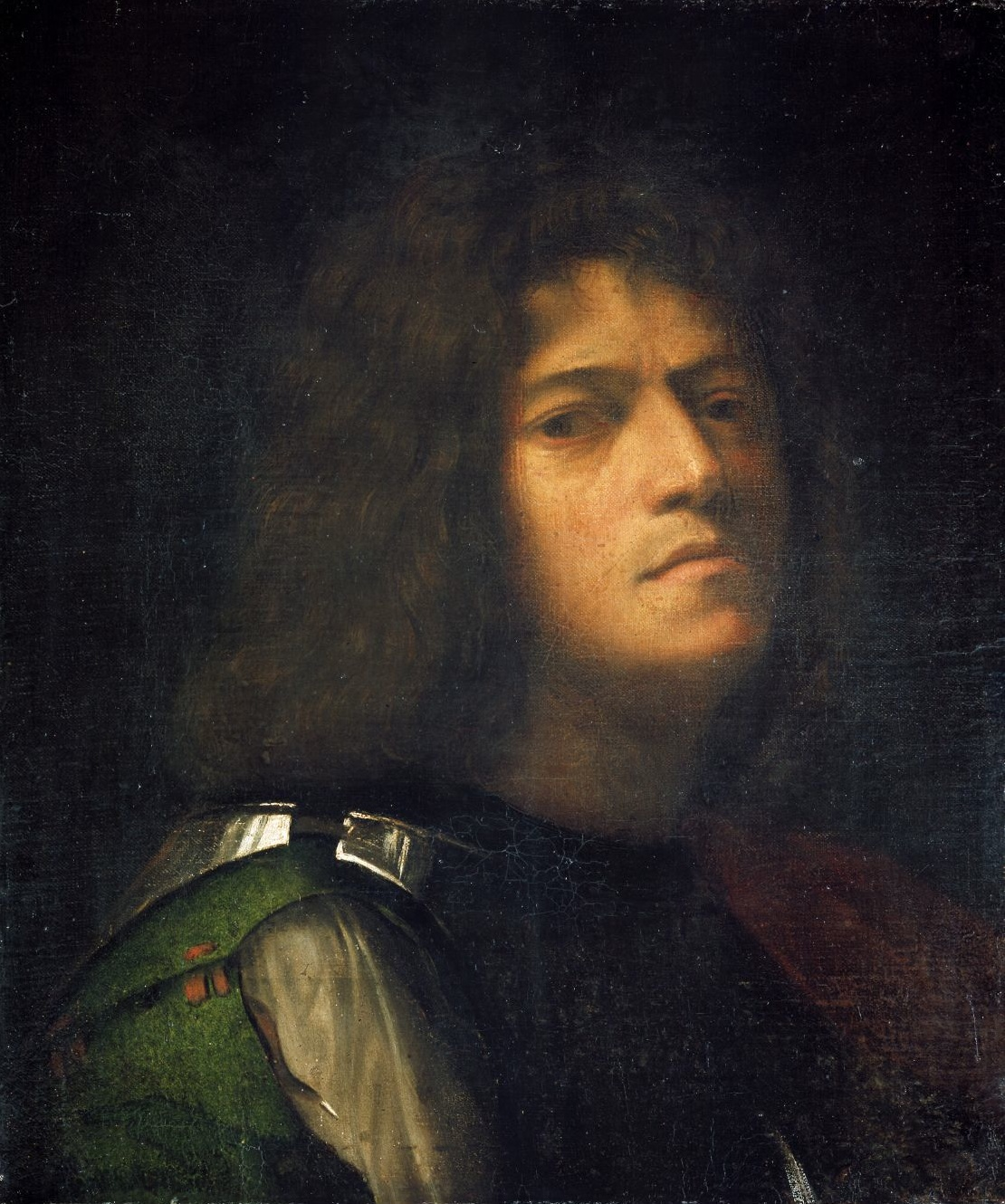
Giorgione, nach 25. Oktober
Mohammed Scheibani, November/Dezember
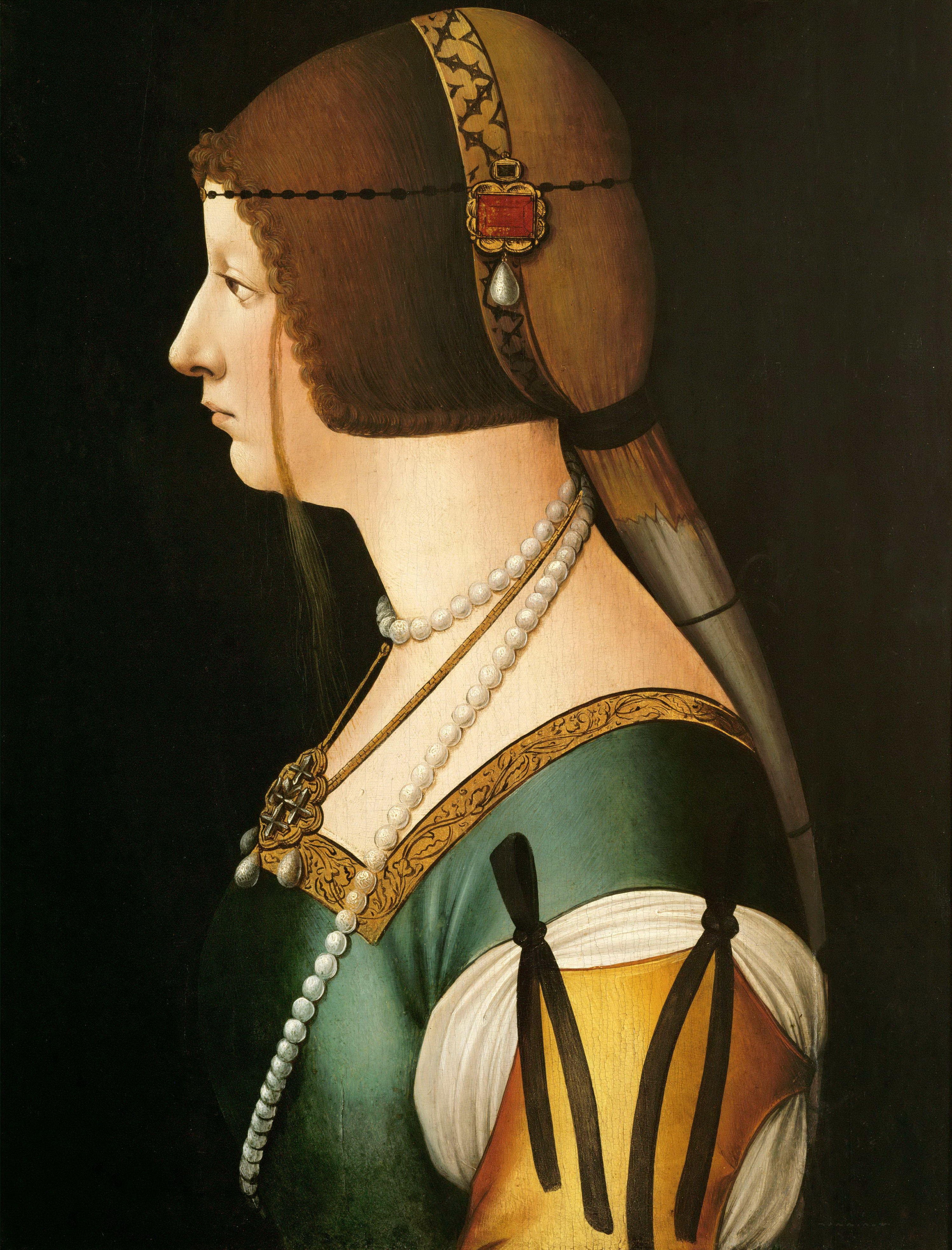
Bianca Maria Sforza, 31. Dezember

### Genaues Todesdatum unbekannt
- Agüeybaná, Häuptling der Taínos auf Puerto Rico
- Ludeke Hollant, Aufständischer, Ratsherr und Bürgermeister in Braunschweig (* um 1460)
- Dionigi Naldi, italienischer Condottiere im Dienst der Republik Venedig (* um 1465)
- William Parker, englischer Adeliger
- Absolon Stumme, deutscher Maler der Spätgotik

### Gestorben um 1510
- Ambrogio Calepino, italienischer Lexikograph, (* um 1435)
- Gottfried von Ghemen, niederländischer Buchdrucker